# Тосненский историко-краеведческий музей
Тосненский историко-краеведческий музей — музей, посвящённый истории и культуре города Тосно (Ленинградская область) и его окрестностей, также известный как Дом кормилицы и старинный дом Смолиных.

## История
До 1960-х годов в здании располагался районный узел связи.
Тосненский историко-краеведческий музей был основан 1 марта 1991 года по инициативе местных жителей при поддержке администрации в бывшем доме братьев-ямщиков Максима и Степана Смолиных, которые в середине XIX века приобрели в Тосно недостроенный дом. После женитьбы Максим обосновался в этом доме вместе со своей женой Марией Корчагиной, которая впоследствии стала кормилицей старшего сына Александра III, цесаревича Николая Александровича.
С момента основания музей стал важным культурным центром района. В 1998 году, после завершения реставрационных работ, в отремонтированном доме Смолиных была открыта новая экспозиция, посвящённая истории Тосненского яма — участка Петербургского тракта, который был заложен по указу Петра I в 1714 году и являлся главной дорогой России XVIII века. В конце 2012 года музей был закрыт на масштабные ремонтно-реставрационные работы, проведённые в два этапа. Восстановление завершилось в 2015 году, и музей снова открыл свои двери для посетителей с временной экспозицией «Феномен кормилицы», посвящённой истории кормилиц в Петербургской губернии. 17 мая 2018 года в музее была открыта постоянная экспозиция «Дом царской кормилицы», посвящённая Марии Андреевне Смолиной, первой кормилице последнего российского императора Николая II. В 2022 году музей снова закрывался на ремонт, который длился полгода.

## Деятельность
Тосненский историко-краеведческий музей занимается научно-исследовательской деятельностью, организацией выставок, лекций и экскурсий. Музей участвует в образовательных проектах и тесно сотрудничает с культурными учреждениями. Для школьников проводятся бесплатные экскурсии и мастер-классы.

## Экспозиции и выставки

### Постоянная экспозиция «Дом царской кормилицы»
Находится на первом этаже здания и разделена на три зоны. Первая посвящена истории промысла кормилиц в Петербургской губернии в общем и Марии Смолиной в частности. Там воссоздан интерьер жилой комнаты XIX века с подлинными предметами того периода. Во втором разделе представлен быт тосненцев конца XIX — начала XX века. Третья зона рассказывает о деловой жизни города. Одним из экспонатов является торговая лавка, которую держали в доме Смолины.

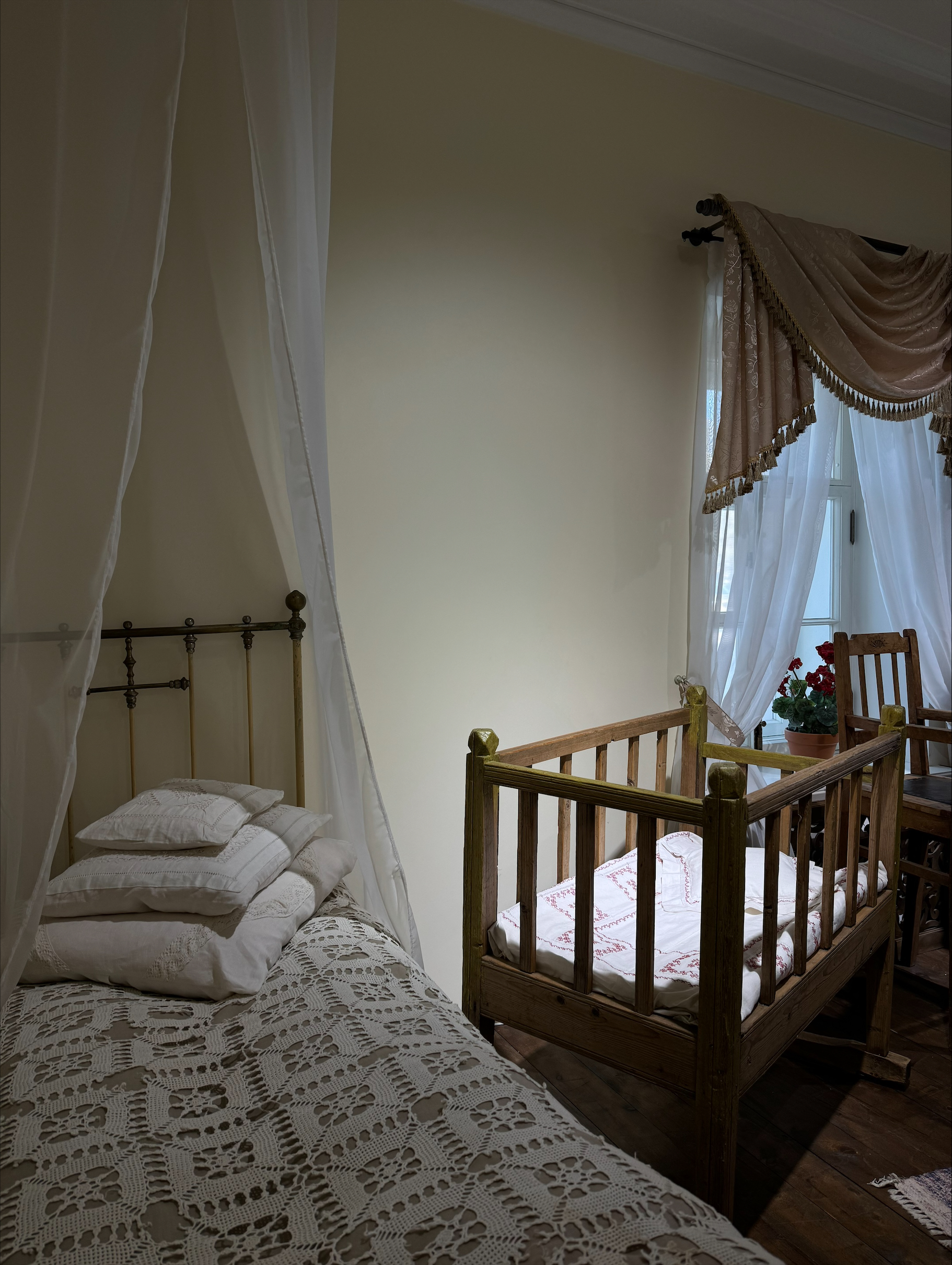
Экспонаты музея
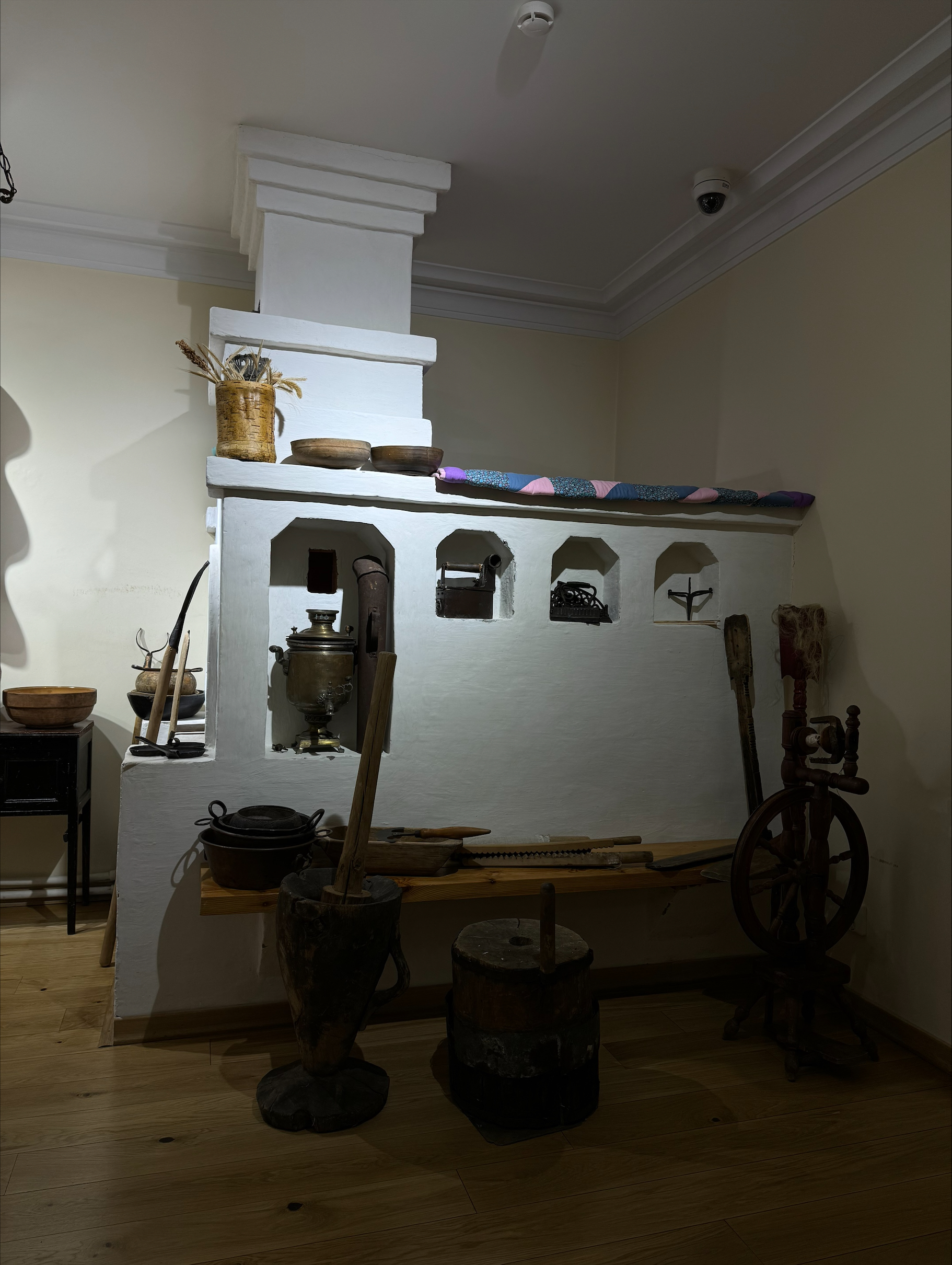
Экспонаты музея
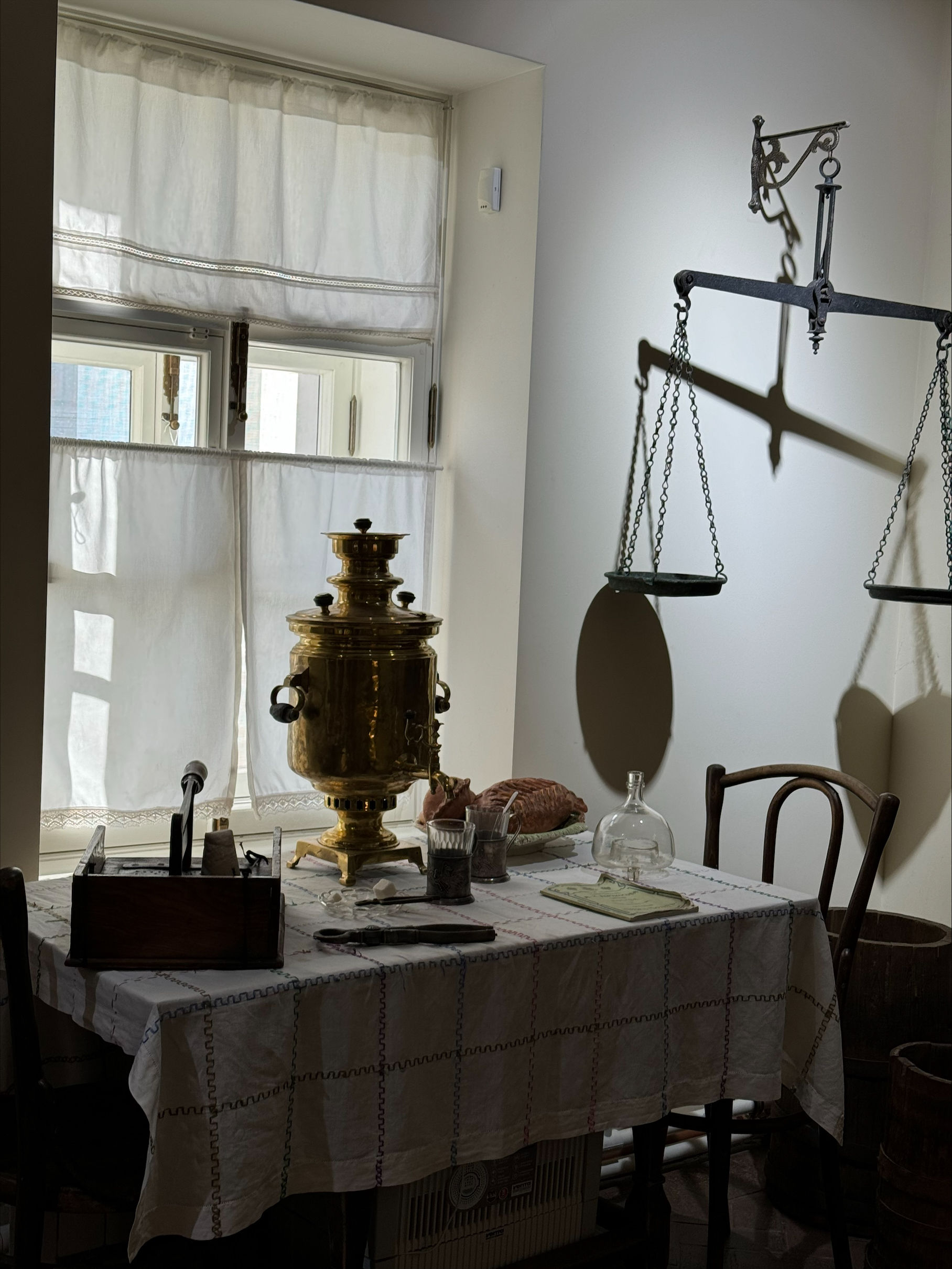
Экспонаты музея
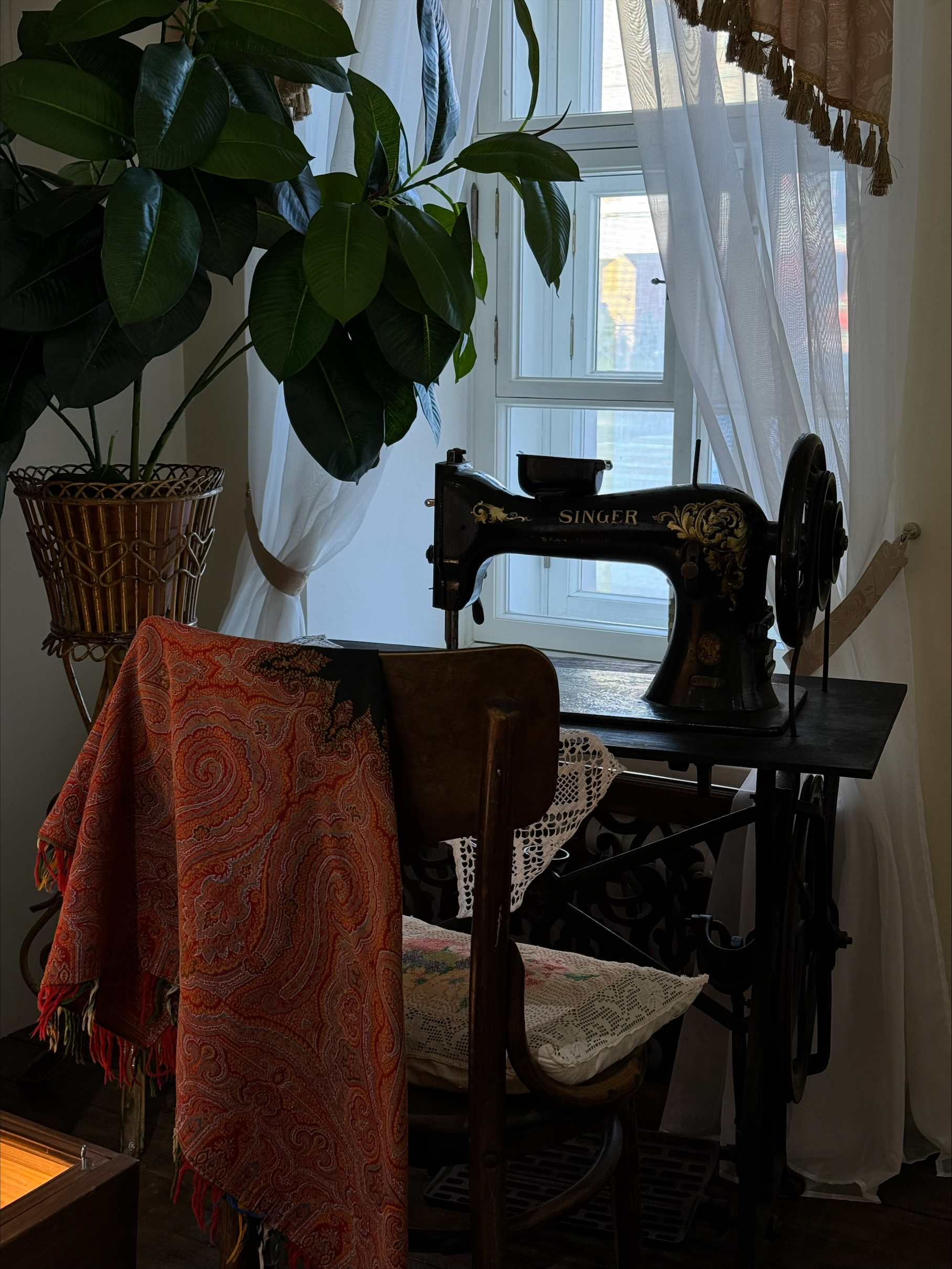
Экспонаты музея

### Временные экспозиции
На втором этаже историко-краеведческого музея проводят временные выставки, среди которых детская интерактивная выставка «Кто виноват? Пушкин!», посвящённая 225-летию А. С. Пушкина, выставка «Тонким перышком в тетрадь...», посвященная старинным письменным инструментам и образцам почерка прошлого века, и выставка «Точка отсчета», которая рассказывает о периоде, когда рабочий поселок Тосно приобрёл статус города.